# Jaime Soto
Jaime José Soto Kaempfer (Valdivia, Chile, 20 de abril de 1992) es un futbolista chileno que juega como defensa lateral derecho actualmente se encuentra en Deportes Rengo de la Segunda División Profesional de Chile.

## Trayectoria
Se inicia en el desaparecido Unión Temuco. Posteriormente jugó en la temporada 2013-2014 en el cuadro de su ciudad natal, Deportes Valdivia, en la Segunda División Profesional de Chile, tercera categoría del fútbol profesional chileno.
Con el cuadro de Deportes Temuco logra el ascenso a la Primera División de Chile para la temporada 2016-2017, para luego clasificar y participar en la Copa Sudamericana 2018, estando presente en tres partidos: en la vuelta frente a Estudiantes de Mérida por la primera fase y en ambos partidos con triunfo frente San Lorenzo de Almagro por la segunda fase. Sin embargo, Deportes Temuco no pudo clasificar a octavos de final por la mala inclusión de Jonathan Requena.
Al descender Deportes Temuco al final de 2018 y retornar a la Primera B, para la temporada 2019 ficha por Coquimbo Unido, cuadro recién ascendido a la máxima categoría del fútbol chileno, junto a su compañero Cristián Canío, ambos desvinculados de El Pije.
Sus buenas actuaciones lo hacen fichar por Cobreloa para la temporada 2020.

## Clubes
| Club              | País  | Año       |
| ----------------- | ----- | --------- |
| Unión Temuco      | Chile | 2012-2013 |
| Deportes Valdivia | Chile | 2013-2014 |
| Deportes Temuco   | Chile | 2014-2018 |
| Coquimbo Unido    | Chile | 2019      |
| Cobreloa          | Chile | 2020-2021 |
| Deportes Rengo    | Chile | 2024-Act. |

## Palmarés

### Campeonatos nacionales
| Título    | Club            | País  | Año     |
| --------- | --------------- | ----- | ------- |
| Primera B | Deportes Temuco | Chile | 2015-16 |